# Антверп Джайентс
«Антверп Джайентс» (англ., нидерл. Antwerp Giants; полное название «Теленет Антверп Джайантс») — бельгийский профессиональный баскетбольный клуб из города Антверпен. Клуб выигрывал национальное первенство в 2000 году. В 1995 году несколько баскетбольных клубов Антверпена под общим названием «Sobabee» и «Расинг Клуб Мехелен» были объединены в один клуб под названием «Расинг Баскет Антверпен». С 2006 года команда носит название «Антверп Джайантс».

## Сезоны
| Сезон   | Лига | Уровень | Рег. Чемп. | Плей-офф      | Еврокубки                       |
| ------- | ---- | ------- | ---------- | ------------- | ------------------------------- |
| 2010-11 | БЛБ  | 1       | 5          | Четвертьфинал | Топ-16 Еврочелленджа            |
| 2011-12 | БЛБ  | 1       | 2          | Полуфинал     | Топ-16 Еврочелленджа            |
| 2012-13 | БЛБ  | 1       | 5          | Четвертьфинал | Гр.этап Еврочелленджа           |
| 2013-14 | БЛБ  | 1       | 6          | Полуфинал     | Топ-16 Еврочелленджа            |
| 2014-15 | БЛБ  | 1       | 6          | Четвертьфинал | Топ-16 Еврочелленджа            |
| 2015-16 | БЛБ  | 1       | -          | -             | Четвертьфинал Кубка ФИБА Европа |

## Достижения
Лига чемпионов ФИБА
- Бронзовый призёр: 2018/2019

Чемпионат Бельгии
- Чемпион: 1999/2000

Кубок Бельгии
- Обладатель (4): 1999/2000, 2006/2007, 2018/2019, 2019/2020

Суперкубок Бельгии
- Обладатель (2): 2007, 2016

## Известные игроки
- Сала Межри
- /  Милош Бабич